# Can Vilumara (Cabrils)
|  | No s'ha de confondre amb Can Vilumara. |

Can Vilumara és una masia de Cabrils (Maresme).

## Descripció
Torre aïllada als quatre vents, de planta rectangular d'estil neoclàssic amb una marcada geometria. Coberta de terrat pla amb balustrades als quatre costats. Formada per dos cossos rectangulars, el posterior més baix, entre els dos s'alça una torre de planta quadrada i coberta igualment plana i amb balustrades.
Té una capella i un pou d'aigua.